# Ghenadie Tulbea
Ghenadie Tulbea (Talmaza, 3 de marzo de 1979) es un deportista monagués de origen monegasco que compite en lucha libre (hasta 2008 compitió bajo la bandera de Moldavia),
Ganó una medalla de plata en el Campeonato Mundial de Lucha de 2003 y cuatro medallas en el Campeonato Europeo de Lucha entre los años 2001 y 2014.

## Palmarés internacional
| Representando a Moldavia |                             |                  |           |
| Campeonato Mundial       |                             |                  |           |
| Año                      | Lugar                       | Medalla          | Categoría |
| 2003                     | Nueva York (Estados Unidos) | Medalla de plata | 55 kg     |
| Campeonato Europeo       |                             |                  |           |
| Año                      | Lugar                       | Medalla          | Categoría |
| 2001                     | Budapest (Hungría)          | Medalla de oro   | 54 kg     |
| 2002                     | Bakú (Azerbaiyán)           | Medalla de plata | 55 kg     |
| 2005                     | Varna (Bulgaria)            | Medalla de oro   | 55 kg     |
| Representando a Mónaco   |                             |                  |           |
| Campeonato Europeo       |                             |                  |           |
| Año                      | Lugar                       | Medalla          | Categoría |
| 2014                     | Vantaa (Finlandia)          | Medalla de plata | 57 kg     |